# 莫斯库福
莫斯库福（義大利語：Moscufo），是意大利佩斯卡拉省的一个市镇。总面积20平方公里，人口3269人，人口密度163.5人/平方公里（2009年）。ISTAT代码为068025。